# Кавичандра Свами
Кавича́ндра Сва́ми (IAST: Kavicandra Svāmī, англ. Kavichandra Swami; имя при рождении — Джеймс Альм, англ. James G. Alm, род. 24 марта 1947, Миннеаполис, США) — индуистский кришнаитский религиозный деятель и проповедник, ученик Бхактиведанты Свами Прабхупады, один из духовных лидеров Международного общества сознания Кришны (ИСККОН), где он исполняет обязанности гуру и члена Руководящего совета.

## Биография

### 1947—1971 гг. Семья. Ранние годы
Джеймс Альм родился 24 марта 1947 года в Миннеаполисе. Он был старшим из троих детей в семье Роберта Густафа Альма и Джанет Альм (в девичестве Коул). Средним ребёнком в семье был Стивен Альм (1949—2009), а младшим — Джина Альм (Бэрди). Джанет Альм (27 апреля 1919—17 февраля 2003), дочь Эрнеста Коула и Милдред Коул (в девичестве Бёрни), была родом из города Джексон, округ Баттс, штат Джорджия. Роберт Густаф Альм (14 июля 1917—9 марта 1975) был уроженцем Миннеаполиса, ветераном Второй мировой войны.
В 1965 году Джеймс окончил старшую школу Роббинсдейл-Купер и поступил на факультет искусств Миннесотского университета. В 1969 году он завершил учёбу и женился на своей бывшей сокурснице Марте, «привлекательной брюнетке» из религиозной христианской семьи, с которой он начал встречаться ещё в университете. Молодожёны поселились в Тусоне, Аризона, где в 1970 году у них родилась дочь Мона. В 1971 году, «разочаровавшись в материалистических ценностях современного общества», Джеймс и Марта активно занялись духовными поисками, которые привели их к изучению индуизма и философии адвайты.

### 1971 г. Знакомство с кришнаитами и обращение в гаудия-вайшнавизм
В 1971 году в Тусоне Джеймс встретил ученика Бхактиведанты Свами Прабхупады, который пел мантру «Харе Кришна» на улице. Позднее Джеймс описал этот эпизод следующим образом:
Я остановился на красный свет и увидел на тротуаре преданного, который пел в одиночестве, подыгрывая себе на ручных цимбалах. Меня очень привлекло его пение и пока сзади не засигналила машина, я не заметил, что загорелся зелёный свет. Во мне проснулось столь сильное желание увидеть его снова, что, забыв о цели своей поездки, я развернул машину и вернулся на это место. Снова услышав пение и увидев этого переполненного счастьем человека, я осознал, что это было именно то, что я искал. Моя духовная жизнь началась с харинамы всего одного преданного.
Кришнаиты показались Джеймсу искренними и счастливыми людьми. Вместе со своей женой он начал регулярно приходить на кришнаитские богослужения в маленьком ашраме ИСККОН в Тусоне. Вскоре молодая пара приняла кришнаитскую веру и перешла жить в ашрам.

### 1971—1974 гг. Принятие духовного посвящения и первые годы в ИСККОН
В июне 1971 года основатель ИСККОН Бхактиведанта Свами Прабхупада дал Джеймсу духовное посвящение и санскритское имя «Кавичандра Даса». Его жена также получила инициацию и духовное имя «Махашини Даси». Дочери Кавичандры, Моне, Прабхупада дал санскритское имя «Бхакти». Так как маленький ашрам не подходил для семейной жизни, Кавичандра с семьёй переехал в Даллас, где находилась крупная духовная община и ведическая школа, в которую можно было отдать ребёнка. Спустя всего несколько месяцев, весной 1972 года, Кавичандре предложили в Лос-Анджелесе работу в качестве производственного менеджера успешной кришнаитской компании Spiritual Sky Scented Products, занимавшейся производством и продажей благовоний и являвшейся важным источником финансовой поддержки для семейных кришнаитов и миссионерской деятельности ИСККОН. Вместе с семьёй Кавичандра переехал в Лос-Анджелес, где арендовал квартиру рядом с кришнаитским храмом, получив таким образом возможность регулярно посещать утренние богослужения. По вечерам после работы и в выходные дни, Кавичандра занимался санкиртаной — распространением за денежные пожертвования кришнаитской религиозной литературы.

### 1975—1986 гг. Миссионерская деятельность в США, Фиджи, Японии и Индонезии. Принятие отречения
В 1973 году Кавичандра присоединился к проповеднической группе «Радха-Дамодара», сформированной Тамалой Кришной Госвами и Вишнуджаной Свами. Принадлежавшие к этой группе кришнаиты активно путешествовали и проповедовали по всей Америке на купленных специально для этой цели автобусах. Преимущественно они занимались тем, что устраивали киртаны и распространяли кришнаитскую литературу в городах и в университетских кампусах. В 1975 году Кавичандра стал одним из лидеров группы: под его руководством находился один из автобусов с монахами-проповедниками. В марте 1976 года Кавичандра вместе со своей группой санкиртаны совершил паломничество в Индию, где принял участие в праздновании фестиваля Гаура-пурнимы и встретился с Прабхупадой.
Жена Кавичандры, Махашини, в 1974—1976 годах работала преподавателем в гурукуле в Далласе. В 1976 году школа закрылась и она переехала обратно в Лос-Анджелес, где в 1970—1980-е годы преподавала в местной гурукуле и была шеф-поваром в лос-анджелесском храме ИСККОН.
В конце 1970-х годов Кавичандра отправился проповедовать гаудия-вайшнавизм на островах Фиджи. Там он занимался распространением кришнаитской литературы и устраивал проповеднические программы на домах у индусов. В 1981 году руководство ИСККОН послало Кавичандру проповедовать в Японию, где он начал миссионерскую деятельность с активного распространения кришнаитской литературы на улицах Токио. В 1982 году Кавичандра принял санньясу (уклад жизни в отречении в индуизме), получив при этом титул «свами». В том же году он был назначен президентом храма ИСККОН в Токио. В 1984 году кришнаитский журнал Back to Godhead описал миссионерскую деятельность Кавичандры Свами в Японии следующим образом:
Под руководством Шрилы Рамешвары Свами и президента токийского храма Кавичандры Свами, в Японии начинает расцветать сознание Кришны. Молодые японцы показывают интерес к духовной жизни. Они не столь материалистичны, как старшее поколение, на долю которого выпало восстановление японской экономики после Второй мировой войны. Некоторые из молодых людей, осознав, что экономическое развитие не решит проблемы в жизни, хотят получить истинные ответы. Из-за растущего интереса публики к сознанию Кришны, недалеко от Токио недавно был открыт новый, просторный храм, в который, по информации Кавичандры Свами, на воскресные фестивали приходит всё больше и больше людей. Три дня в неделю по вечерам группа преданных воспевает «Харе Кришна» в самых многолюдных районах города, привлекая внимание возвращающихся с работы людей. Преданные также представляют сознание Кришны публике на многолюдных железнодорожных вокзалах. Бритоголовые, с тилакой на лбу, одетые в традиционные одежды молодые люди, в больших количествах распространяют книги Шрилы Прабхупады.
В 1986 году Кавичандра Свами также начал осуществлять миссионерскую деятельность в Индонезии.

### 1987-н.в. Деятельность в руководстве ИСККОН
В 1987 году Кавичандра Свами был избран инициирующим гуру и членом Руководящего совета, став лидером ИСККОН в Японии, Индонезии, Вьетнаме, Лаосе, Камбодже, Таиланде (вместе с Джаяпатакой Свами) и на Гавайских островах (вместе с Мукундой Госвами). В 1991 году Кавичандра Свами был назначен лидером ИСККОН в Сингапуре, сменив на этом посту Тамалу Кришну Госвами, который пожелал уделять больше времени миссионерской деятельности в Китае.
По данным на 2010 год Кавичандра Свами руководил ИСККОН в Японии (вместе с Бхану Свами), Сингапуре и Таиланде (вместе с Джаяпатакой Свами), Индонезии, Камбодже, Лаосе, Вьетнаме, Бенине, Камеруне, Центральноафриканской Республике, Демократической Республике Конго, Республике Конго, Габоне, Гане, Гвинее, Гвинее-Бисау, Кот-д’Ивуаре, Либерии, Нигерии, Экваториальной Гвинее, Сьерра-Леоне, Того, на Кипре и в Греции. Кавичандра Свами также исполняет обязанности регионального секретаря (вице-президента) ИСККОН в Израиле.